# The Bonnie Banks o' Loch Lomond
Pour les articles homonymes, voir Loch Lomond.
The Bonnie Banks o' Loch Lomond ou simplement Loch Lomond est une chanson traditionnelle écossaise, parue en 1841. Ses paroles sont généralement considérées comme faisant référence à la révolte jacobite de 1745.

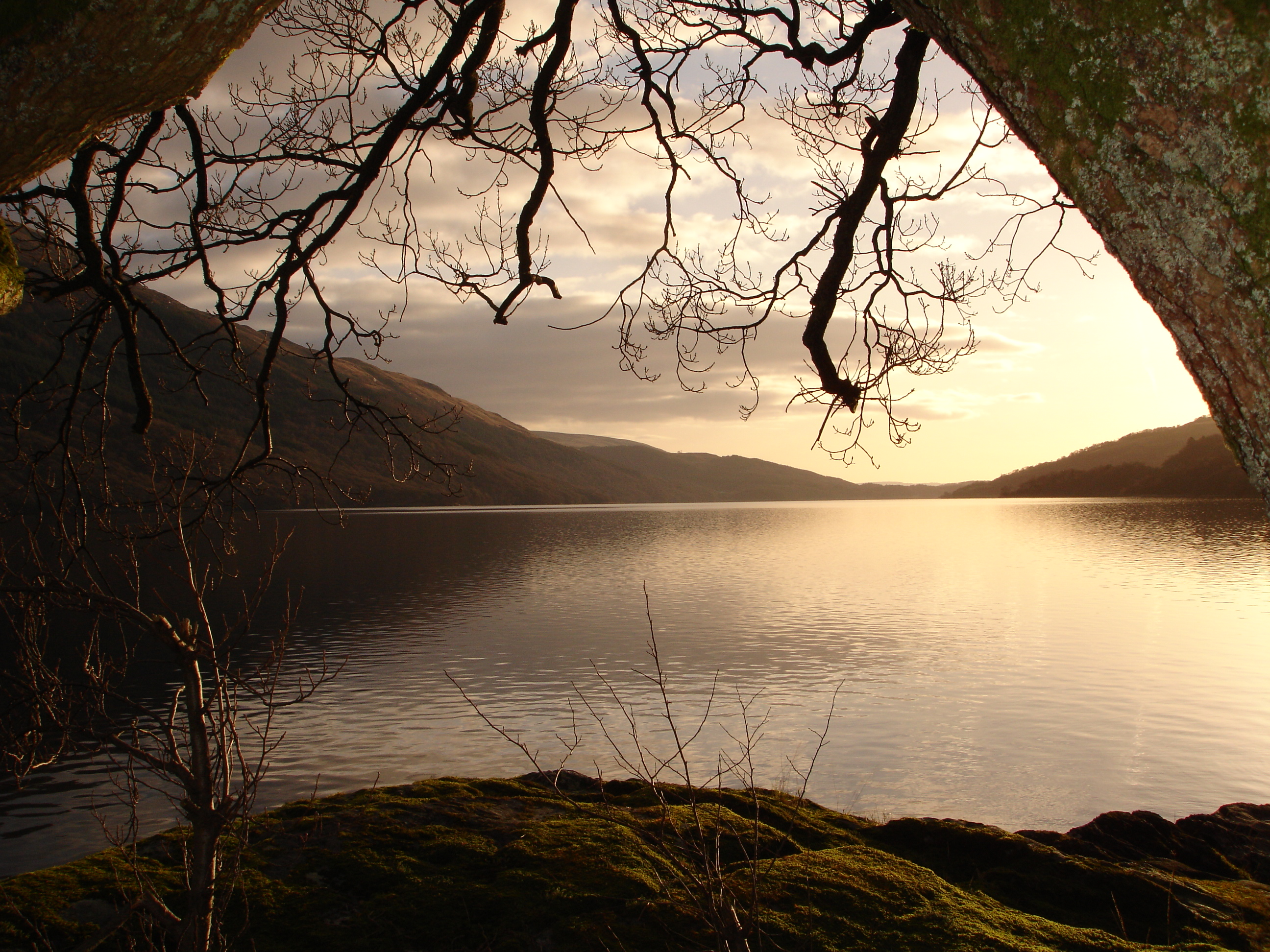
Le Loch Lomond.

De nombreux artistes l'ont interprétée, parmi lesquels The Corries, Runrig, The King's Singers, AC/DC, Marillion, Tri Yann mais aussi la violoniste classique Nicola Benedetti.

## Paroles
Merci de procéder au transfert en conservant l'historique. 
By yon bonnie banks and by yon bonnie braes
Where the sun shines bright on Loch Lomond
Where me and my true love will ne-er meet again (ou bien : Where me and my true love were ever lak / wont to gae)
On the bonnie, bonnie banks o' Loch Lomond.
Refrain :
O you'll take the high road and I’ll take the low road
And I'll be in Scotland afore ye
For me and my true love will ne-er meet again
On the bonnie, bonnie banks o' Loch Lomond.
'Twas there that we parted in yon shady glen
On the steep, steep sides o' Ben Lomond
Where deep in purple hue, the hieland hills we view
And the moon comin' out in the gloamin'.
Refrain
The wee birdies sing and the wild flowers spring
And in sunshine the waters are sleeping
But the broken heart, it kens nae second spring again
Tho' the waeful may cease frae their greeting. (ou bien : Tho' the world knows not how we are grieving)
Refrain